# Mainframe Entertainment
Mainframe Entertainment – kanadyjska wytwórnia komputerowych filmów animowanych z siedzibą w Vancouver i Los Angeles (USA). Jej założycielami są Gavin Blair i Ian Pearson, twórcy teledysku do utworu „Money for Nothing” zespołu Dire Straits. 
Firma zasłynęła produkcją pierwszego serialu animowanego w całości komputerowo, ReBoot (1994). Do innych wyprodukowanych przez nią seriali należą m.in. Kosmiczne wojny (ang. Beast Wars), Shadow Raiders, Weird-Oh's, Beast Machines, Spider-man: The New Animated Series, Heavy Gear, Max Steel, Scary Godmother czy Zixx. Studio ma na swoim koncie również filmy takie jak Stuart Malutki 3, Tony Hawk in Boom Boom Sabotage i kilka filmów z serii Barbie.
W 2006 roku Mainframe Entertainment został wykupiony przez inne kanadyjskie studio, Rainmaker Digital Effects.